# 신-맨
《짱구는 못말려 신-맨》(일본어: SHIN-MEN)은 2010년 11월 26일부터 2012년 9월 14일까지 방영된 일본의 TV 시리즈 애니메이션인 짱구는 못말려의 스핀오프작이다. 애니메이션 제작은 신에이 동화에서 담당하였다.

## 개요
현재와 다른 세계. 그곳에는 특수한 능력과 모두 같은 얼굴을 가진 5명의 짱구가 있다. 세계를 정복하려는 5마리 악의 돼지 “돈맨”의 나쁜 짓이 느껴지면, 그 곳이 어디라도 나타나는 우리의 초능력 신-맨! 오늘도 돈맨으로부터 평화를 수호하기 위해, 불, 물, 강철, 바람, 식물의 초능력을 지닌 최고의 영웅들의 대 활약(?)이 펼쳐진다!

## 방송 시간

### 대한민국
| 방송 채널 | 방송 기간                         | 방송 시간            |
| --------- | --------------------------------- | -------------------- |
| 투니버스  | 2014년 7월 15일 ~ 2014년 9월 30일 | 매주 화요일 오후 8시 |

## 등장인물
- 활 (성우 : 박영남)
- 후 (성우 : 김장)
- 로키 (성우 : 홍범기)
- 수이 (성우 : 박리나)
- 캔 (성우 : 정유미)
- 영 (성우 : 오세홍)
- 돈맨 (성우 : 레드-시영준 / 블랙-김기흥 / 골드-이호산 / 블루-한신 / 화이트-김명준)
- 해설 (성우 : 김종성)
- 브리트니 (성우 : 임윤선)
- 파라퐁 (성우 : 여윤미)

## 스태프
- 애니메이션 제작 : 신에이 동화

## 방영 목록
| 화수 | 제목                                | 본방송일자                                          | 방영순서 |
| ---- | ----------------------------------- | --------------------------------------------------- | -------- |
| 1    | "영웅의 등장!"                      | 2010년 11월 26일 대한민국 내 방영 : 2014년 7월 15일 | 1        |
| 2    | "캔의 비밀!"                        | 2011년 1월 28일 대한민국 내 방영 : 2014년 7월 22일  | 2        |
| 3    | "후의 사랑!"                        | 2011년 2월 25일 대한민국 내 방영 : 2014년 7월 29일  | 3        |
| 4    | "수이와 여왕님!"                    | 2011년 5월 27일 대한민국 내 방영 : 2014년 8월 5일   | 4        |
| 5    | "로키의 바쁜 하루!"                 | 2011년 7월 1일 대한민국 내 방영 : 2014년 8월 12일   | 5        |
| 6    | "양말 뒤집어 근질근질 사건! -전편-" | 2011년 11월 11일 대한민국 내 방영 : 2014년 8월 19일 | 6        |
| 7    | "양말 뒤집어 근질근질 사건! -후편-" | 2011년 11월 18일 대한민국 내 방영 : 2014년 8월 19일 | 7        |
| 8    | "카레라이스 소동!"                  | 2011년 12월 16일 대한민국 내 방영 : 2014년 8월 26일 | 8        |
| 9    | "버스로 온천여행을?"                | 2012년 1월 20일 대한민국 내 방영 : 2014년 9월 2일   | 9        |
| 10   | "돈맨의 솔로활동!"                  | 2012년 2월 17일 대한민국 내 방영 : 2014년 9월 9일   | 10       |
| 11   | "아기 돌보기는 어려워!"             | 2012년 3월 30일 대한민국 내 방영 : 2014년 9월 16일  | 11       |
| 12   | "애꿀 애꿀 재채기!"                 | 2012년 5월 4일 대한민국 내 방영 : 2014년 9월 23일   | 12       |
| 13   | "세계 정복 패션!"                   | 2012년 9월 14일 대한민국 내 방영: 2014년 9월 30일   | 13       |

## 관련 목록
- 짱구는 못말려